# Henryk Nielaba
Henryk Nielaba (Katowice, 5 de septiembre de 1933) es un deportista polaco que compitió en esgrima, especialista en las modalidades de florete y espada.
Participó en tres Juegos Olímpicos de Verano entre los años 1964 y 1972, obteniendo una medalla de bronce en México 1968 en la prueba por equipos. Ganó cinco medallas en el Campeonato Mundial de Esgrima entre los años 1961 y 1970.

## Palmarés internacional
| Juegos Olímpicos   | Juegos Olímpicos          | Juegos Olímpicos  | Juegos Olímpicos    |
| Año                | Lugar                     | Medalla           | Prueba              |
| ------------------ | ------------------------- | ----------------- | ------------------- |
| 1968               | Ciudad de México (México) | Medalla de bronce | Espada por equipos  |
| Campeonato Mundial |                           |                   |                     |
| Año                | Lugar                     | Medalla           | Prueba              |
| 1961               | Turín (Italia)            | Medalla de bronce | Florete por equipos |
| 1962               | Buenos Aires (Argentina)  | Medalla de bronce | Florete por equipos |
| 1963               | Danzig (Polonia)          | Medalla de oro    | Espada por equipos  |
| 1963               | Danzig (Polonia)          | Medalla de plata  | Florete por equipos |
| 1970               | Ankara (Turquía)          | Medalla de plata  | Espada por equipos  |